# Хила (округ)
Хи́ла (англ. Gila County) — округ в штате Аризона, США. Официально образован в 1881 году. По состоянию на 2010 год, численность населения составляла 53 597 человек.

## География
По данным Бюро переписи США, общая площадь округа равняется 12 419,062 км2, из которых 12 323,232 км2 суша и 98,420 км2 или 0,800 % это водоёмы.

## Население
По данным переписи населения 2000 года в округе проживает 51 335 жителей в составе 20 140 домашних хозяйств и 14 098 семей. Плотность населения составляет 4,00 человек на км2. На территории округа насчитывается 28 189 жилых строений, при плотности застройки около 2,00-ти строений на км2. Расовый состав населения: белые — 77,82 %, афроамериканцы — 0,38 %, коренные американцы (индейцы) — 12,92 %, азиаты — 0,43 %, гавайцы — 0,05 %, представители других рас — 6,59 %, представители двух или более рас — 1,80 %. Испаноязычные составляли 16,65 % населения независимо от расы.
В составе 26,30 % из общего числа домашних хозяйств проживают дети в возрасте до 18 лет, 55,10 % домашних хозяйств представляют собой супружеские пары проживающие вместе, 10,80 % домашних хозяйств представляют собой одиноких женщин без супруга, 30,00 % домашних хозяйств не имеют отношения к семьям, 25,80 % домашних хозяйств состоят из одного человека, 12,30 % домашних хозяйств состоят из престарелых (65 лет и старше), проживающих в одиночестве. Средний размер домашнего хозяйства составляет 2,50 человека, и средний размер семьи 2,99 человека.
Возрастной состав округа: 25,10 % моложе 18 лет, 6,40 % от 18 до 24, 22,30 % от 25 до 44, 26,40 % от 45 до 64 и 26,40 % от 65 и старше. Средний возраст жителя округа 42 лет. На каждые 100 женщин приходится 96,80 мужчин. На каждые 100 женщин старше 18 лет приходится 94,20 мужчин.
Средний доход на домохозяйство в округе составлял 30 917 USD, на семью — 36 593 USD. Среднестатистический заработок мужчины был 31 579 USD против 22 315 USD для женщины. Доход на душу населения составлял 16 315 USD. Около 12,60 % семей и 17,40 % общего населения находились ниже черты бедности, в том числе — 25,90 % молодежи (тех, кому ещё не исполнилось 18 лет) и 7,90 % тех, кому было уже больше 65 лет.